# كأس شمال مقدونيا 2013–14
كأس شمال مقدونيا 2013–14 هو الموسم 22 من كأس مقدونيا. أقيم خلال الفترة 21 أغسطس 2013 وحتى 7 مايو 2014، وكان عدد الأندية المشاركة فيه 32، وفاز فيه نادي رابوتنيتشكي.